# Major League Baseball 1889
1889 års säsong av Major League Baseball (MLB) var den 14:e i MLB:s historia. MLB bestod under denna säsong av National League (NL), som bestod av åtta klubbar, och American Association (AA), som bestod av åtta klubbar. Mästare i NL blev New York Giants, som därmed tog sin andra ligatitel. Mästare i AA blev Brooklyn Bridegrooms, som därmed tog sin första ligatitel.
För sjätte gången spelades ett slutspel mellan mästarna i NL och AA, ibland kallat "World's Series". Matchserien spelades i bäst av elva matcher och vanns av New York Giants över Brooklyn Bridegrooms med 6–3 i matcher. Matchserien var mest av uppvisningskaraktär och räknas inte som en officiell World Series av MLB.

## Tabeller

### National League
| Klubb                   | M   | V  | F  | O | V%    | GB   | PF  | PM  |
| ----------------------- | --- | -- | -- | - | ----- | ---- | --- | --- |
| New York Giants         | 131 | 83 | 43 | 5 | 0,659 | –    | 935 | 708 |
| Boston Beaneaters       | 133 | 83 | 45 | 5 | 0,648 | 1    | 826 | 624 |
| Chicago White Stockings | 136 | 67 | 65 | 4 | 0,508 | 19   | 866 | 815 |
| Philadelphia Phillies   | 130 | 63 | 64 | 3 | 0,496 | 20,5 | 741 | 749 |
| Pittsburgh Alleghenys   | 134 | 61 | 71 | 2 | 0,462 | 25   | 726 | 799 |
| Cleveland Spiders       | 136 | 61 | 72 | 3 | 0,459 | 25,5 | 655 | 720 |
| Indianapolis Hoosiers   | 135 | 59 | 75 | 1 | 0,440 | 28   | 820 | 894 |
| Washington Nationals    | 127 | 41 | 83 | 3 | 0,331 | 41   | 632 | 892 |

### American Association
| Klubb                    | M   | V  | F   | O | V%    | GB   | PF  | PM    |
| ------------------------ | --- | -- | --- | - | ----- | ---- | --- | ----- |
| Brooklyn Bridegrooms     | 140 | 93 | 44  | 3 | 0,679 | –    | 996 | 706   |
| St. Louis Browns         | 141 | 90 | 45  | 6 | 0,667 | 2    | 956 | 681   |
| Philadelphia Athletics   | 138 | 75 | 58  | 5 | 0,564 | 16   | 880 | 787   |
| Cincinnati Red Stockings | 141 | 76 | 63  | 2 | 0,547 | 18   | 897 | 769   |
| Baltimore Orioles        | 139 | 70 | 65  | 4 | 0,519 | 22   | 791 | 795   |
| Columbus Solons          | 140 | 60 | 78  | 2 | 0,435 | 33,5 | 778 | 924   |
| Kansas City Cowboys      | 139 | 55 | 82  | 2 | 0,401 | 38   | 852 | 1 030 |
| Louisville Colonels      | 140 | 27 | 111 | 2 | 0,196 | 66,5 | 632 | 1 090 |

## World's Series
| 1 | 18 oktober 1889 | New York Giants                   | 10 – 12 (8) | Brooklyn Bridegrooms           | Polo Grounds                                                                    |                                                                                 |
|   |                 | L: Keefe (0-1) HR: Richardson (1) | Rapport     | W: Terry (1-0) HR: Collins (1) | New York, NY Publik: Cirka 8 000 Längd: 2:10 Domare: John Gaffney, Bob Ferguson | New York, NY Publik: Cirka 8 000 Längd: 2:10 Domare: John Gaffney, Bob Ferguson |

| 2 | 19 oktober 1889 | Brooklyn Bridegrooms | 2 – 6   | New York Giants | Washington Park                                                                  |                                                                                  |
|   |                 | L: Caruthers (0-1)   | Rapport | W: Crane (1-0)  | Brooklyn, NY Publik: Cirka 16 000 Längd: 1:50 Domare: John Gaffney, Thomas Lynch | Brooklyn, NY Publik: Cirka 16 000 Längd: 1:50 Domare: John Gaffney, Thomas Lynch |

| 3 | 22 oktober 1889 | New York Giants                 | 7 – 8 (8) | Brooklyn Bridegrooms                               | Polo Grounds                                                                    |                                                                                 |
|   |                 | L: Welch (0-1) HR: O'Rourke (1) | Rapport   | W: Hughes (1-0) SV: Caruthers (1) HR: Corkhill (1) | New York, NY Publik: Cirka 6 000 Längd: 2:10 Domare: John Gaffney, Thomas Lynch | New York, NY Publik: Cirka 6 000 Längd: 2:10 Domare: John Gaffney, Thomas Lynch |

| 4 | 23 oktober 1889 | Brooklyn Bridegrooms         | 10 – 7 (6) | New York Giants | Washington Park                                                                 |                                                                                 |
|   |                 | W: Terry (2-0) HR: Burns (1) | Rapport    | L: Crane (1-1)  | Brooklyn, NY Publik: Cirka 3 000 Längd: 2:12 Domare: John Gaffney, Thomas Lynch | Brooklyn, NY Publik: Cirka 3 000 Längd: 2:12 Domare: John Gaffney, Thomas Lynch |

| 5 | 24 oktober 1889 | Brooklyn Bridegrooms | 3 – 11  | New York Giants                                       | Washington Park                                                     |                                                                     |
|   |                 | L: Caruthers (0-2)   | Rapport | W: Crane (2-1) HR: Crane (1) Brown (1) Richardson (2) | Brooklyn, NY Publik: Cirka 3 000 Domare: John Gaffney, Thomas Lynch | Brooklyn, NY Publik: Cirka 3 000 Domare: John Gaffney, Thomas Lynch |

| 6 | 25 oktober 1889 | New York Giants | 2 – 1 (11) | Brooklyn Bridegrooms | Polo Grounds                                                                    |                                                                                 |
|   |                 | W: O'Day (1-0)  | Rapport    | L: Terry (2-1)       | New York, NY Publik: Cirka 2 500 Längd: 1:54 Domare: Thomas Lynch, John Gaffney | New York, NY Publik: Cirka 2 500 Längd: 1:54 Domare: Thomas Lynch, John Gaffney |

| 7 | 26 oktober 1889 | New York Giants                               | 11 – 7  | Brooklyn Bridegrooms | Polo Grounds                                                  |                                                               |
|   |                 | W: Crane (3-1) SV: Keefe (1) HR: O'Rourke (2) | Rapport | L: Lovett (0-1)      | New York, NY Publik: 3 312 Domare: Thomas Lynch, John Gaffney | New York, NY Publik: 3 312 Domare: Thomas Lynch, John Gaffney |

| 8 | 28 oktober 1889 | Brooklyn Bridegrooms         | 7 – 16  | New York Giants                | Washington Park                                                     |                                                                     |
|   |                 | L: Terry (2-2) HR: Foutz (1) | Rapport | W: Crane (4-1) HR: Tiernan (1) | Brooklyn, NY Publik: Cirka 3 000 Domare: Thomas Lynch, John Gaffney | Brooklyn, NY Publik: Cirka 3 000 Domare: Thomas Lynch, John Gaffney |

| 9 | 29 oktober 1889 | New York Giants | 3 – 2   | Brooklyn Bridegrooms | Polo Grounds                                                |                                                             |
|   |                 | W: O'Day (2-0)  | Rapport | L: Terry (2-3)       | New York, NY Längd: 2:03 Domare: John Gaffney, Thomas Lynch | New York, NY Längd: 2:03 Domare: John Gaffney, Thomas Lynch |

## Statistik

### National League

#### Slagmän

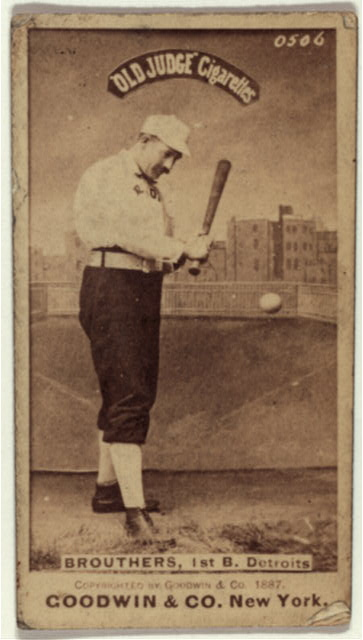
Dan Brouthers.

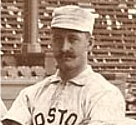
Tommy Tucker.

Källa: 
| Kategori | Slagman        | Klubb | Värde |
| -------- | -------------- | ----- | ----- |
| AVG      | Dan Brouthers  | BOS   | 0,373 |
| HR       | Sam Thompson   | PHI   | 20    |
| RBI      | Roger Connor   | NYG   | 130   |
| R        | Mike Tiernan   | NYG   | 147   |
| H        | Jack Glasscock | IND   | 205   |
| OBP      | Fred Carroll   | PIT   | 0,486 |
| SLG      | Roger Connor   | NYG   | 0,528 |
| SB       | Jim Fogarty    | PHI   | 99    |

#### Pitchers

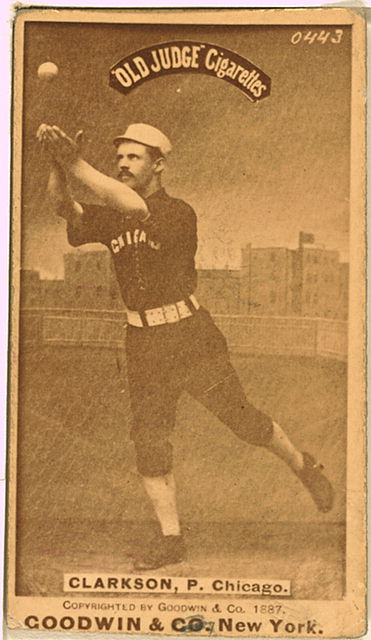
John Clarkson.

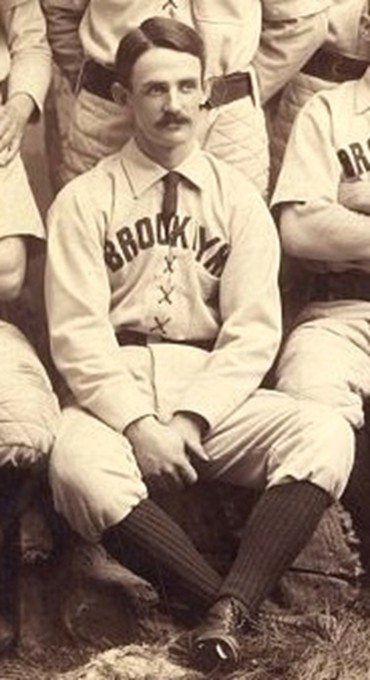
Bob Caruthers.

Källa: 
| Kategori | Pitcher       | Klubb    | Värde |
| -------- | ------------- | -------- | ----- |
| W        | John Clarkson | BOS      | 49    |
| ERA      | John Clarkson | BOS      | 2,73  |
| SO       | John Clarkson | BOS      | 284   |
| IP       | John Clarkson | BOS      | 620,0 |
| CG       | John Clarkson | BOS      | 68    |
| SHO      | John Clarkson | BOS      | 8     |
| SV       | Bill Sowders  | BOS, PIT | 3     |
| WHIP     | John Clarkson | BOS      | 1,28  |

### American Association

#### Slagmän
Källa: 
| Kategori | Slagman                     | Klubb   | Värde |
| -------- | --------------------------- | ------- | ----- |
| AVG      | Tommy Tucker                | BAL     | 0,372 |
| HR       | Bug Holliday · Harry Stovey | CIN PHI | 19    |
| RBI      | Harry Stovey                | PHI     | 119   |
| R        | Mike Griffin · Harry Stovey | BAL PHI | 152   |
| H        | Tommy Tucker                | BAL     | 196   |
| OBP      | Tommy Tucker                | BAL     | 0,450 |
| SLG      | Harry Stovey                | PHI     | 0,525 |
| SB       | Billy Hamilton              | KCC     | 111   |

#### Pitchers
Källa: 
| Kategori | Pitcher       | Klubb | Värde |
| -------- | ------------- | ----- | ----- |
| W        | Bob Caruthers | BRO   | 40    |
| ERA      | Jack Stivetts | STL   | 2,25  |
| SO       | Mark Baldwin  | COL   | 368   |
| IP       | Mark Baldwin  | COL   | 513,2 |
| CG       | Matt Kilroy   | BAL   | 55    |
| SHO      | Bob Caruthers | BRO   | 7     |
| SV       | Tony Mullane  | CIN   | 5     |
| WHIP     | Jack Stivetts | STL   | 1,15  |